# Kristoffer Gildenlöw
Kristoffer Gildenlöw född 1978 i Eskilstuna, är en svensk basist. Han spelade tidigare bas i det progressiva metalbandet Pain of Salvation. Gildenlöw flyttade till Holland 2006 för att där jobba med sitt soloprojekt. Yngre bror till Daniel Gildenlöw.